# Montlay-en-Auxois
Montlay-en-Auxois – miejscowość i gmina we Francji, w regionie Burgundia-Franche-Comté, w departamencie Côte-d’Or.
Według danych na rok 1990 gminę zamieszkiwało 120 osób, a gęstość zaludnienia wynosiła 7 osób/km² (wśród 2044 gmin Burgundii Montlay-en-Auxois plasuje się na 790. miejscu pod względem liczby ludności, natomiast pod względem powierzchni na miejscu 549.).